# Idiodonus beamerellus
Idiodonus beamerellus är en insektsart som beskrevs av Delong 1983. Idiodonus beamerellus ingår i släktet Idiodonus och familjen dvärgstritar. Inga underarter finns listade i Catalogue of Life.